# 中国油画学会
中国油画学会是中华人民共和国油画创作、研究、教学领域的专家、学者组成的全国性、学术性、非营利性社会团体，由中华人民共和国文化和旅游部主管。